# Cotonificio Ponti

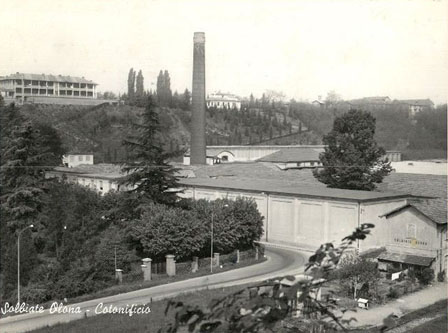
L'edificio del cotonificio. In primo piano sulla destra l'edificio della ex stazione ferroviaria.

Il Cotonificio Ponti di Solbiate Olona è stata un'industria tessile attiva dal 1823. L'avviamento produttivo può essere fatto risalire, precisamente, al 23 agosto 1823, quando sui registri del cotonificio fu scritto: «Oggi 23 agosto 1823 si è principiato a lavorare il cotone a Solbiate».
L'apertura del cotonificio di Solbiate Olona si inserisce all'interno delle attività industriali e commerciali della facoltosa famiglia Ponti, originaria di Gallarate, tra i primi a introdurre, in Lombardia, l'uso della «jannette» e quindi della filatura meccanica. Pioniere fu Andrea Ponti sr. (1752 - 1819) il quale fondò una filatura di cotone, nel gallaratese, che cominciò a lavorare nel 1818.

## Le origini
La storia del cotonificio è strettamente legata con la storia di Solbiate Olona, tant'è che lo studioso bustese Pio Bondioli nota che il mulino Custodi, acquistato in quegli anni dai Ponti, era «l'unico segno di lavoro non agricolo nel paesello allora di poco più di 300 abitanti». Fu proprio dal mulino Custodi che nacque il cotonificio, così come dimostra la domanda che Andrea Ponti indirizzò all'Amministrazione del Fiume Olona il 5 novembre 1821, nella quale si legge: «Desiderando i sottoscritti Proprietari del Mulino altre volte Custodi posto sul fiume Olona in territorio di Solbiate di sostituire a lli Rodigini attualmente ad uso di macina di grani un rodigine per il movimento d'una macchina per un opificio di Filatura del Cotone».
Il 23 agosto 1823, giorno dell'inaugurazione, stando alla ricostruzione del Bondioli, «153 operai, tra cui 12 donne, erano occupati nei vari reparti della filatura, intorno ai banchi che filavano "in grosso" e "in fino", ai "diabel", alle "lanterne", alle carde e ai "battitori"». La produzione del cotonificio crebbe costantemente: nel dicembre dello stesso anno e nell'aprile dell'anno successivo furono impiantate nuove macchine; nel 1825 la manodopera femminile ammontava a una cinquantina di donne; negli anni successivi lo stabilimento si ampliò e furono numerose le richieste da parte della proprietà al fine di modificare il corso del fiume per poter sfruttare maggiori masse d'acqua.
Per la ricezione delle materie prime e l'inoltro dei prodotti lavorati il cotonificio si serviva dello scalo merci dell'adiacente stazione di Solbiate Olona, posto lungo la ferrovia di Valmorea.

## L'affermazione della Ditta Ponti e del Cotonificio di Solbiate
Il 28 giugno 1838 il decreto Beccaria-Bossi autorizzava la Ditta Andrea Ponti di Milano «a decorare li due stabilimenti di filatura di cotone ad essa posseduti l'uno in Solbiate Olona e l'altro in Gallarate in questa Provincia del titolo di I.R. Fabbrica privilegiata nazionale». In occasione della visita con la quale fu concesso tale riconoscimento fu scritto un resoconto, nel quale si legge: «Devesi poi notare che questa Ditta è la prima che abbia introdotto in Lombardia nel 1812 la filatura a macchina dei cotoni; che le qualità delle merci da essa fabbricate godono di molta stima per la loro perfettibilità; che tiene degli stabilimenti figliali in Trieste, Manchester etc.; che il locale finalmente che ha eretto in Solbiate è meritevole d'una particolare considerazione per la sua grandissima ed eccellente distribuzione, salutevolissimo ed atto a mantenere il buon ordine nelle persone che vi accorrono al lavoro, e che degna di rimarco è pure non meno il fabbricato della Casa di Commercio in questa Città della quale è Figlia l'altra esistente in Gallarate».

## L'era di Andrea Ponti
La generazione che fondò il cotonificio di Solbiate, composta dai fratelli Giuseppe, Bartolomeo e Antonio, scomparve nel giro di un decennio, dal 1852 al 1862. La gestione della Ditta rimase perciò nelle mani di Andrea Ponti, al quale è dedicata la scuola materna di Solbiate Olona. Andrea Ponti «formò il suo carattere nel pieno del dibattito sul rinnovamento dell'industria lombarda e delle aspirazioni nazionali degli Italiani». Egli fu fondatore, insieme a Eugenio Cantoni e Eraldo Krumm, della "Cantoni, Krumm & C." di Legnano, impresa finalizzata alla costruzione di telai meccanici con marchio italiano; non trovando, però, il necessario sostegno, l'impresa fu rilevata dal bustocco Franco Tosi, che vi installò la produzione di caldaie a vapore e turbine.
Sotto la guida di Andrea Ponti il cotonificio ricevette un forte impulso alla meccanizzazione: nel 1855 si contavano 10.000 fusi e 400 operai. Successivamente "la filatura di Solbiate venne rinnovata in diversi reparti e giunse ad avere 18.000 fusi «i quali davano annualmente circa mezzo milione di chilogrammi di filato»".

## Il nuovo secolo
Con la morte di Andrea Ponti, avvenuta nel 1888, il patrimonio della famiglia passò nelle mani di Ettore Ponti, il quale, oltre a essere stato presidente del Cotonificio, assunse ruoli di grande rilievo nella vita politica e amministrativa italiana. Dal 1881 al 1884 fu consigliere comunale di Milano, divenne Senatore nel 1900 e dal 1905 al 1909 fu sindaco di Milano. 
Durante la sua direzione il cotonificio di Solbiate fu dotato di un impianto di energia elettrica che «consentì un forte ampliamento dei reparti di filatura e di tessitura, mentre per alleviare le condizioni di vita degli operai, con spirito filantropico vennero realizzate le seguenti opere: un asilo infantile, le scuole elementari, un magazzino cooperativo per l'acquisto di generi di prima necessità, la società di mutuo soccorso», una palestra, un campo sportivo e il dopolavoro.
Nel 1902 la filatura entrò a far parte della Società anonima Cotonificio Furter e accolse nuove macchine per la lavorazione di nuovi prodotti. In questi anni furono costruite le prime "case operaie".
Passata la prima guerra mondiale, la guida del cotonificio passò da Federico Tobler a Biagio Gabardi, al quale seguì il figlio Marcello che portò a 60.000 i fusi posseduti dalla società e penetrò in nuovi settori di mercato.

## Situazione attuale
Al momento il cotonificio di Solbiate Olona ha dismesso la propria attività manifatturiera. La struttura è stata acquistata nel 1997 da Luigi Marcora "affascinato dall'archeologia industriale" e alcune parti sono tuttora utilizzate da artigiani e piccoli imprenditori, soprattutto come luoghi di deposito; nel 2013 è stato inaugurato un tetto fotovoltaico da 1 megawatt. I locali del dopolavoro, invece, non sono più stati utilizzati.
Il 25 maggio 2010 il Consiglio comunale di Solbiate Olona, su proposta delle minoranze e consultata la proprietà, ha dato mandato al sindaco Luigi Melis affinché si adoperi nel candidare l'oramai ex dopolavoro del cotonificio a sede dell'Ecomuseo della Valle Olona, progetto tuttora in fase di discussione, volto a «salvaguardare le ormai rare memorie storiche e culturali delle attività in valle su cui gravava la quasi totalità delle Comunità».
Nel 2018 l'ex cotonificio è stato coinvolto in un incendio che ha causato gravi danni.
Il cotonificio ospita un grande dipinto murale sul tema del Giorno di festa, eseguito dall'artista Giuliano Collina nel 1979.